# Metro FM
Metro FM est une station de radio sud-africaine dépendante de la compagnie de radio et télévision nationale SABC. 
Créée en 1986, cette station de radio « jeune » émettant en anglais axe sa programmation sur les musiques urbaines et sur la musique pop, tant internationale que sud-africaine.

Elle émet depuis des studios situés à Johannesburg à destination de l'ensemble du pays.